# Liz Magor
Liz Magor (* 11. April 1948 in Winnipeg, Manitoba) ist eine kanadische Bildhauerin, Installationskünstlerin und Fotografin.

## Leben und Werk

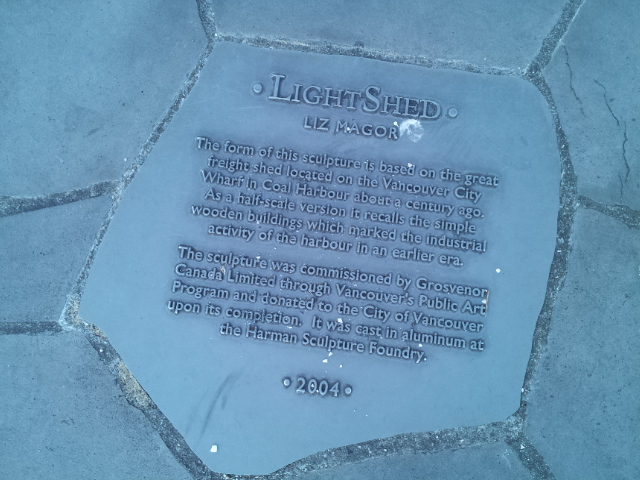
LightShed by Liz Magor, Vancouver, BC

Liz Magor wurde 1948 geboren, hat vier Geschwister und wuchs in Prince Rupert und Vancouver auf. Sie studierte ab 1966 an der University of British Columbia in der kanadischen Provinz British Columbia und ab 1968 an der Parsons The New School for Design in New York City. 1970 kehrte sie nach Kanada zurück und schloss ihr Studium an der Emily Carr University of Art and Design in Vancouver ab. Dort lehrte sie von 2000 bis 2013 als Professorin. 2010 wurde sie zum Mitglied der Royal Society of Canada gewählt.
Magor arbeitet häufig mit Stoffen, zum Beispiel Laken, Schlafsäcke, alte Mäntel, aber auch mit Gummi, Acryl, Polymergips, Bonbonpapier oder auch kleinen Tierkörpern und vielen anderen Materialien.
Bekannt wurde Liz Magor mit den Werken Birdnester (1970), Bird Nest Kits (1975), Compost Figures (1978), A Concise History (1979) und Four Boys and a Girl (1979). Sie kombiniert dort Organisches mit Anorganischem und stellt Natürliches dem vom Menschen geschaffenen gegenüber. Sie untersucht so die Veränderungen in der Welt.
In Dorothy, A Resemblance (1980–81) wird die Lebensgeschichte einer Frau durch alltägliche Objekte erzählt und Magor geht so der Frage nach, wie persönliche Identität in Beziehung zu anderen Dingen und anderen Menschen beschaffen ist. 1984 stellte Liz Magor mit Ian Carr-Harris auf der Biennale di Venezia in Venedig aus. Die Arbeit Regal Décor (1986) wurde 1987 auf der documenta 8 in Kassel gezeigt.

## Auszeichnungen
- 2014 Gershon Iskowitz Prize von der Art Gallery of Ontario
- 2009 Audain Prize for Lifetime Achievement[8]
- 2001 Governor General’s Award
- 2000 York Wilson Endowment Award